# Xeropigo tridentiger
Xeropigo tridentiger là một loài nhện trong họ Corinnidae.
Loài này thuộc chi Xeropigo. Xeropigo tridentiger được Octavius Pickard-Cambridge miêu tả năm 1869.